# Steve Drake
Pour les articles homonymes, voir Drake.
Steve Drake, né le 3 avril 1954, est un acteur et réalisateur de films pornographiques américain. Au cours d'une carrière de plus de 20 ans, il a joué dans plus de 800 films et en a réalisé 76.

## Récompenses
- 1994 : AVN Award Meilleur acteur dans un second rôle - Film (Best Supporting Actor - Film) pour Whispered Lies

## Filmographie succincte
- Hot Tails (1984)
- Trashy Lady (1985)
- New Wave Hookers (1986, comme Steven Drake)